# Albert Pflüger

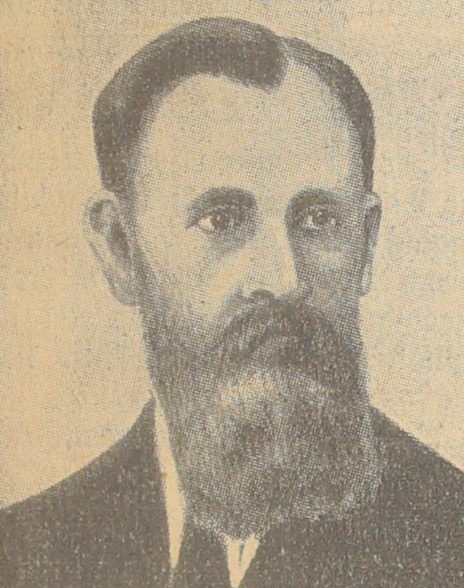
Albert Pflüger, um 1930

Albert Pflüger (* 7. November 1879 in Dettingen unter Teck; † 11. Mai 1965 in Stuttgart) war ein deutscher Politiker (SPD). Von 1912 bis 1933 war er Abgeordneter im württembergischen Landtag und dann nochmals von 1946 bis 1955 Parlamentarier der Landtage von Württemberg-Baden und Baden-Württemberg. 

## Leben
Der Sohn des Kleinhandwerkers Albrecht Pflüger (1850–1899) und der Caroline  Pflüger  geb. Müller (* 1851)  wuchs mit fünf Geschwistern auf. In den Jahren 1886 bis 1893 besuchte Albert die Volksschule seines Geburtsortes und begann 1893 eine Lehre als Buchdrucker und Maschinensetzer beim Teck-Boten in Kirchheim. Nach dem Abschluss der Lehre 1897 begab er sich auf eine Gesellenwanderung, welche ihn unter anderem aus seinem Heimatland Württemberg in das benachbarte Großherzogtum Baden führte. Nach der Wanderschaft kehrte er zum Teck-Boten zurück und begann sich verstärkt politisch zu betätigen. Nach der Novemberrevolution leitete er von 1919 bis 1923 das Landesbrennstoffamt in Stuttgart. Im Sommer 1922 wurde er Regierungsrat im württembergischen Ministerium für Arbeit und Ernährung, im Frühjahr 1930 Oberregierungsrat im Wirtschaftsministerium in Stuttgart. Am 17. März 1933 verboten ihm die Nationalsozialisten die weitere Dienstausübung. Im Juni 1933 wurde er verhaftet und ins Konzentrationslager Heuberg gebracht. Nach seiner Freilassung musste Albert Pflüger sein Auskommen als Gelegenheitsarbeiter und Versicherungsvertreter bestreiten. Infolge des Zusammenbruchs des nationalsozialistischen Deutschen Reichs 1945 erlangte er wiederum die Position eines Oberregierungsrats – ab 1946 eines Ministerialrats – im Wirtschaftsministerium des neu gebildeten Landes Württemberg-Baden. Von 1946 bis 1950 fungierte er als Präsident des Landesgewerbeamts Württemberg-Baden.

## Politik
Albert Pflüger war seit 1897 Mitglied der SPD und der Buchdruckergewerkschaft. 1904 begann er im Landessekretariat der württembergischen SPD zu arbeiten und war von 1906 bis 1911 Parteisekretär. Seiner politischen Orientierung gemäß lässt er sich dem revisionistischen Flügel der damaligen SPD zurechnen. 1912 wurde er Redakteur und Schriftleiter des SPD-Organs Schwäbische Tagwacht in Stuttgart. Von 1912 bis 1918 besaß Pflüger ein Mandat in der zweiten Kammer des württembergischen Landtags. Von 1919 bis 1920 gehörte er als SPD-Fraktionsvorsitzender der Verfassunggebenden Landesversammlung des freien Volksstaates Württemberg an. Von 1920 bis 1933 führte er ununterbrochen ein Mandat im württembergischen Landtag, dessen Präsident er von 1928 bis 1932 war. 1946 wurde er für die SPD Abgeordneter der Vorläufigen Volksvertretung, der Verfassunggebenden Landesversammlung und dann bis 1952 des Landtags von Württemberg-Baden und 1952 bis 1955 Abgeordneter der Verfassunggebenden Landesversammlung und  des Landtags von Baden-Württemberg.

## Familie
Albert Pflüger war verheiratet und Vater zweier Kinder.

## Auszeichnungen
- 1952: Bundesverdienstkreuz (Steckkreuz)
- 1954: Großes Verdienstkreuz der Bundesrepublik Deutschland